# Poa digena
Poa digena är en gräsart som beskrevs av Aleksandre Melderis. Poa digena ingår i släktet gröen, och familjen gräs. Inga underarter finns listade i Catalogue of Life.